# Indice bursier
Indice bursier este un factor care ajută la evaluarea unei burse în ansamblu. Indicii bursieri sunt folosiți deseori de furnizorii de știri și de companiile de servicii financiare pentru evaluarea fondurilor de investiții.
Două dintre criteriile primare ale unui indice sunt că sunt investibile și transparente: metoda de construcție ar trebui să fie clară. Multe fonduri mutuale și fonduri tranzacționate la bursă încearcă să "urmărească" un indice cu grade diferite de succes. Diferența dintre performanța fondului de indexare și indicele se numește eroare de urmărire.

## Premiile de inovare la indici bursieri
Premiile William F. Sharpe pentru realizarea indexării sunt prezentate anual pentru a recunoaște cele mai importante contribuții la industria de indexare în anul precedent.

## Alte resurse
Indici bursieri